# Raymond-Émile Waydelich

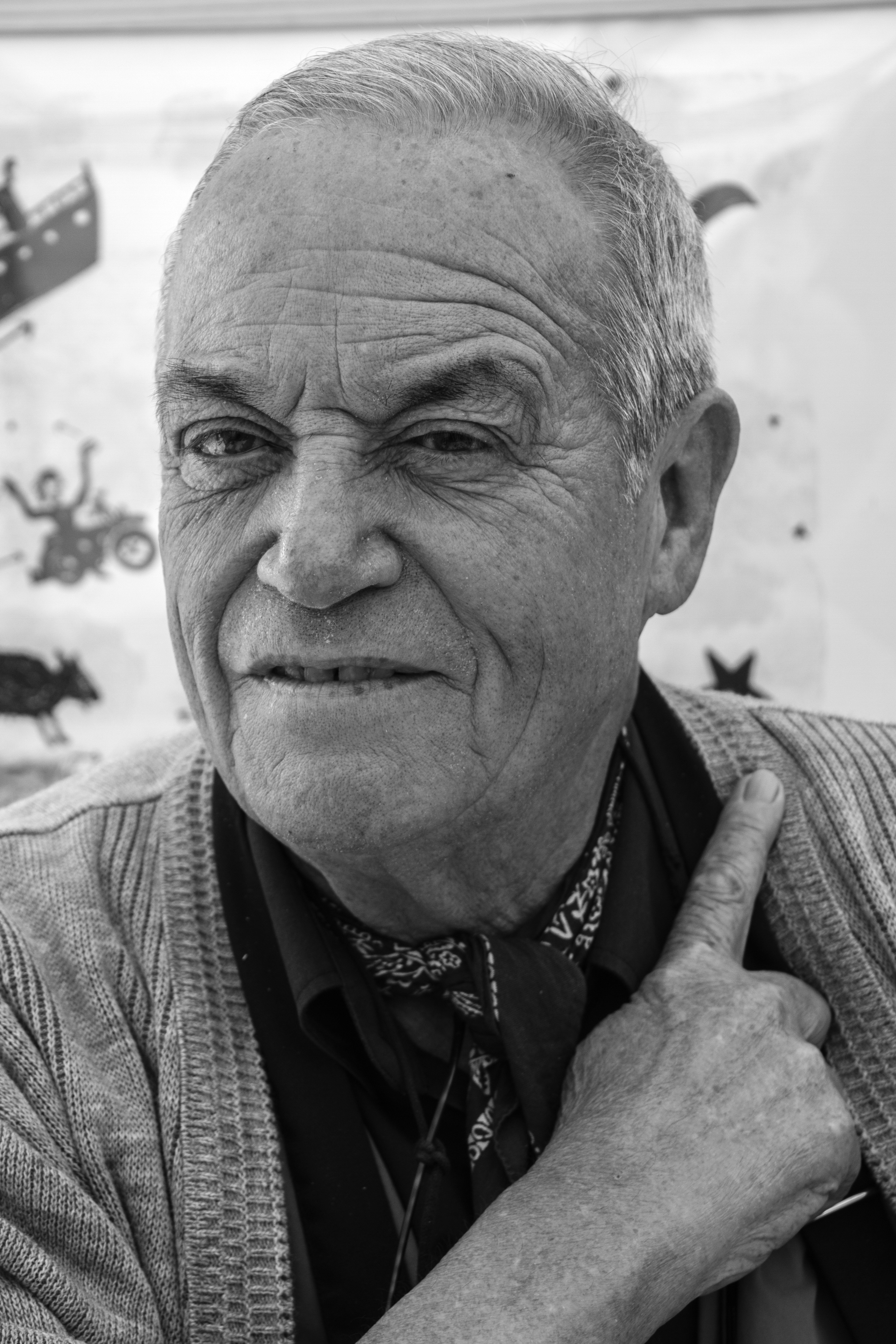
Raymond-Émile Waydelich, 2013

Raymond-Émile Waydelich (* 14. September 1938 in Straßburg; † 9. August 2024 ebenda) war ein französischer Maler, Bildhauer und Aktionskünstler. Er lebte und arbeitete in Hindisheim im Elsass.

## Leben
Raymond Waydelich wurde 1938 in Straßburg als Sohn des Kunsthandwerkers (Ebenist) Marcel Waydelich und seiner Frau Frieda Schneider geboren. Als Vierzehnjähriger erhielt er eine erste Bildhauerausbildung in der Werkstatt seines Vaters, durfte aber schon ein Jahr später auf Empfehlung seines Lehrers Louis Fritsch die Académie des Arts decoratifs in Straßburg besuchen. Nach vier Jahren schloss er das Studium mit einem Diplom ab und wurde mit dem Großen Preis der Stadt Straßburg ausgezeichnet. Ein zweites Studium an der Arts Déco in Paris beendete er nach zwei Jahren, ebenfalls mit Diplom.
1959 wurde er als Wehrpflichtiger eingezogen und im Algerienkrieg für 18 Monate als Armeefotograf eingesetzt. 1961 machte er seine erste Fotoreportage über römische Fundstätten in Algerien. 1962 kehrte er nach Straßburg zurück und arbeitete dort zunächst als Dekorateur. In den frühen 1970er Jahren reiste er in den Maghreb, besuchte dort die archäologischen Fundstätten in Tabarka, außerdem nach Griechenland und in die Türkei, wo er Ephesos, Aphrodisias, Milet und Hierapolis aufsuchte. Zurück in Straßburg, stöberte er auf Flohmärkten nach allerlei Alltagsgegenständen, die als objets trouvés in seine Assemblagen integriert wurden, die er später als „Archäologie der Zukunft“ bezeichnete.
Auf einem Dachboden entdeckte er Aufzeichnungen der Straßburger Näherin Lydia Jacob (* 1876), die als imaginierte Person und Muse sein künstlerisches Werk begleiten und prägen sollte. Er erfand für sie einen Lebenslauf und begann ab 1973 die künstlerische Auseinandersetzung mit seiner Muse mit dem Lydia Jacob-Zyklus. 1978 wurde im französischen Pavillon der Biennale von Venedig seine Arbeit „L’Homme de Frédehof, 2720 après J.-C.“, gezeigt, die er Lydia Jacob widmete. 1986 präsentierte das Musée des Beaux-Arts in Mülhausen die „Lydia Jacob Story“, und im gleichen Jahr veranstaltete das Centre National des Arts Plastiques unter dem Titel Rencontre avec Lydia Jacob eine fingierte „Rekonstruktion“ ihres Lebens mit Hilfe von Alltagsgegenständen aus ihrer Lebenszeit, die er bei seinen Sammelaktionen gefunden hatte. Diese Rekonstruktion einer historischen Person und ihres realen Alltags führte ihn zu der Idee, „[…] auch die eigene Zeit, ja sogar eine noch nicht ahnbare Zukunft aus der Perspektive einer rückblickenden Rekonstruktion zu betrachten.“ Mit seiner Arbeit Caveau pour le Futur, 3790 après Jésus-Christ war Waydelich dann auf der 10. Documenta in Kassel vertreten, als erster Elsässer seit Hans Arp, wie Waydelich in einer autobiografischen Skizze schreibt.
Waydelich starb am 9. August 2024 im Alter von 85 Jahren.

## Werk

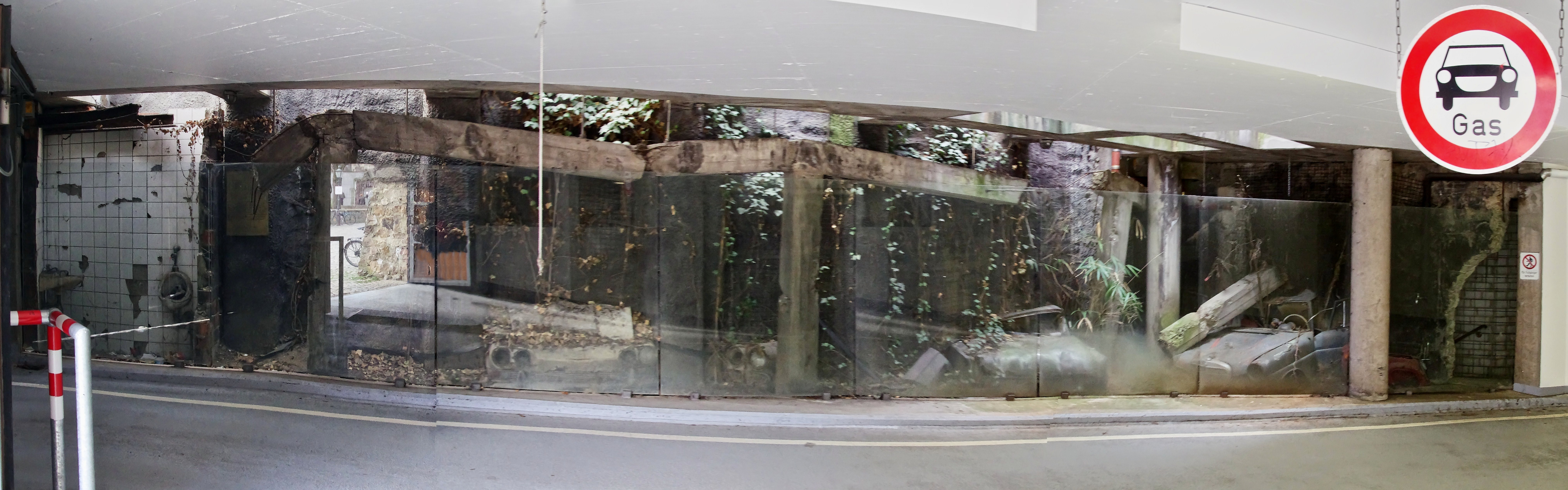
Waydelich: Autoschrott-Archäologie, Tiefgarage am Augustinerplatz in Freiburg

Waydelichs umfangreiches Werk umfasst Gemälde, Plastiken und Skulpturen aus Keramik oder Bronze, Assemblagen, Papierarbeiten sowie öffentliche Kunstaktionen und Performances. Die künstlerischen Techniken seiner farbenfrohen, verspielten, witzig-skurrilen Grafiken reichen von der Zeichnung, dem Aquarell, der Lithographie, der Radierung, der Monotypie bis zu Übermalungen vorgefundener Papierobjekte.
Er gehörte zu den bekanntesten lebenden Künstlern Frankreichs. Seine Werke befinden sich weltweit in zahlreichen öffentlichen und privaten Sammlungen. Besonders berühmt sind seine aquarellierten Kollagen geworden, die realexistierende Lebewesen (Krokodil, Katze, Schwein) geisterhaft verfremdet innerhalb von Landschaften zeigen, welche der Künstler auf alte Briefe gemalt hat, die er zum Teil auf Reisen (z. B. nach Kreta) erworben hat. Sein Stil, der vielfach Perspektiven, Motive und Elemente prähistorischer Höhlenmalereien oder der griechischen Mythologie aufgreift, näherte sich dem fantastischen Realismus. Darstellungen von Fabelwesen, aber auch Ikonen der Moderne, wie beispielsweise John Wayne, dienen der Illustration einer „Mythologie der Moderne“, welche aus Sicht des Künstlers letztlich einer „Archäologie der Zukunft“ vorgreifen soll. Zentralgestalt dieses Ansatzes ist die Straßburger Modistin Lydia Jacob, deren Aufzeichnungen er durch Zufall entdeckte, und um die sein künstlerisches Œuvre seit 1973 kreiste. Er erfand einen Lebenslauf für eine Frau, die zu seiner imaginären Muse und fiktiven Koautorin geworden ist.
Waydelich unterzeichnete gelegentlich mit R.E. Waydelich, Marchand de Bonheur et Archéologue du Futur.

## Werke und Projekte (Auswahl)
- 1961 Fotoreportage über die römischen Ausgrabungsstätten in Algerien
- L’Homme de Frédehof, Biennale Venedig
- 1992 Teufelsakrobat und Jongleur, Olten
- 1995 Mutarotnegra – 3790 Jahre n. Chr, Ausgrabungsprojekt am Straßburger Münster.[5]

Raymond Waydelich, Mutarotnegra : 3790 après Jésus-Christ. Ouvrage réalisé à l’occasion de l’exposition de Raymond E. Waydelich „Mutarotnegra. 3790 après Jésus-Christ“, inaugurée Musée Archéologique de Strasbourg. Mit Pierre Pflimlin; Tomi Ungerer; Claude Rossignol; Bernadette Schnitzler; Germain Muller. Strasbourg La Nuée Bleue 1995, ISBN 2-7165-0325-7.
- 1997 Memoria – 3790 nach Christus. Aktion auf der Documenta X in Kassel
- Lydia Jacob Story. 55 Mischtechnik-Collagen. Kartenserie

## Ausstellungen (Auswahl)
- 1976 Osthaus Museum Hagen, Hagen
- 1978 Biennale di Venezia, Französischer Pavilion, Venedig
- 1979 Forum Kunst Rottweil, Rottweil
- 1981 „3500 nach Christus“, Musée Archéologique, Straßburg
- 1985 Muséo de Arte Moderno Emilio Caraffa, Cordoba, Argentinien
- 1986 Musée des Beaux Arts, Mülhausen
- 1986 Centre National d’Arts Plastiques, Paris
- 1988 Kunsthalle Lund, Schweden
- 1990 Galerie in der Stadthalle, Kehl
- 1997 Museum für Sepulkralkultur, Kassel,
- 1998 Centre d’Art Contemporain André Malraux, Colmar
- 1998 Kunstverein Offenburg
- 1999 Centre Européen d’Action Artistique Contemporaine, Straßburg
- 1999 Kunstverein Esslingen, Villa Merkel
- 2017 Städtische Galerie Offenburg/Kunstverein Offenburg-Mittelbaden